# Catedral del Sagrado Corazón de Jesús (Skopie)
La Catedral del Sagrado Corazón de Jesús (en macedonio: Катедрала "Пресвето срце Исусово" во Скопје; Katedrala Presveto srche Isusovo vo Skopje) es el nombre que recibe un edificio religioso que pertenece a la Iglesia Católica y funciona como la catedral de la diócesis de Skopie, ubicada como su nombre lo indica en Skopie, la capital de Macedonia del Norte. Fue diseñada por el arquitecto macedonio Blagoje Mickovskiego-Bajo y completada en 1977. Sustituyó a la antigua catedral del mismo nombre, destruida por el terremoto de 1963 Skopje. En el lugar hay ahora un museo dedicado a la Santa Madre Teresa de Calcuta, que nació en esta ciudad.